# 豪放派
豪放派是宋词的一个流派，與婉約派、格律派並為宋詞三大詞派。

## 代表人物
北宋蘇軾提倡，與當時盛行的婉約派大相逕庭，以此為奠定階段。經靖康之禍之後，豪放派得以迅速發展。代表詞人有蘇軾及辛棄疾等人，蘇詞豪放，辛詞雄放，南宋後期略顯粗放。除倡導者辛棄疾外，李綱、陳與義、葉夢得、陸游、陳亮等人，在愛國的理念基礎下，抒寫壯麗山河、歷史遺跡、典故經典及個人壯志，藉此統治南宋詞壇。劉克莊、黃機、戴復古等，雖承辛棄疾豪情之風，但因南宋國事日漸式微，豪放派詞人漸擅粗直之詞等原因，致使風雅詞漸盛。

## 風格
豪放派詞題材廣闊而不限，喜將國事入材，使其如詩以藉此反映民間生活。此詞派多半入詞宏遠、氣勢恢弘、直率坦誠不以委婉為能事，但各詞人自有風格。雖為豪放，但其中不乏清麗婉約之作。

## 形成发展

### 简介
宋词始于唐，兴于五代，盛于两宋，故称宋词。宋词与唐诗交相辉映，并传于世。宋词数量巨大，《全宋词》共收录词人1330多人，作品19900多首。宋代词人创作风格各异，主要分为婉约派和豪放派两大流派。其中豪放派的形成与发展大致分为四个阶段：

### 预备
北宋早期范仲淹写《渔家傲·塞下秋来风景异》，发豪放词之先声，可称预备阶段。

### 奠基
北宋中后期苏轼大力提倡写壮词，欲与柳永、曹元宠分庭抗礼，豪放派由此进入第二阶段即奠基阶段。当时学苏词的人只有十之一二，学曹柳者有十之七八，但豪放词派毕竟肇始于此。南宋词论家王灼说苏轼作词“指出上天一路，新天下耳目，弄笔者始知自振。”张炎《词源》将“豪放词”与“雅词”对举。沈义父《乐府指迷》说：“近世作词者不晓音律，乃故为豪放不羁之语，遂借东坡、稼轩诸贤自诿。”上述诸条都可印证此说。

### 顶峰
苏轼之后，经贺铸中传，加上靖康之變的引发，豪放词派获得迅猛发展，集为大成。这是第三阶段即顶峰阶段。这一时期除却产生了豪放词领袖辛弃疾外，还有李纲，陈与义，叶梦得、朱敦儒、张元干、张孝祥、陆游、陈亮、刘过等一大批杰出的词人。他们词风慷慨悲凉，相激相慰，以爱国恢复的壮词宏声组成雄阔的阵容，统治了整个词坛。

### 延续
第四阶段为延续阶段，代表词人有刘克庄、黄机、戴复古、刘辰翁等。他们继承辛弃疾的词风，赋词依然雄豪，但由于南宋国事衰微，恢复无望，风雅词盛，渐倾词坛，豪放词人偏擅粗直词风等原因，南宋后期豪放派的词作便或呈粗嚣、或返典雅，而悲灰之气渐趋浓郁则是当时所有豪放词人的共同趋向。

## 代表作
苏轼《江城子 密州出猎》
老夫聊发少年狂，左牵黄，右擎苍，锦帽貂裘 ，千骑卷平冈。
为报倾城随太守，亲射虎，看孙郎。
酒酣胸胆尚开张，鬓微霜，又何妨？ 持节云中，何日遣冯唐？
会挽雕弓如满月，西北望，射天狼。
苏轼《念奴娇·赤壁怀古》
大江东去，浪淘尽，千古风流人物.故垒西边，人道是，三国周郎赤壁，乱石穿空，惊涛拍岸，卷起千堆雪，江山如画，一时多少豪杰。
遥想公瑾当年，小乔初嫁了，雄姿英发。羽扇纶巾，谈笑间，樯橹灰飞烟灭。故国神游，多情应笑我，早生华发。人生如梦，一樽还酹江月。
辛弃疾 《西江月》
明月别枝惊鹊，清风半夜鸣蝉。稻花香里说丰年，听取蛙声一片。七八个星天外，两三点雨山前。旧时茅店社林边，路转溪桥忽见。
岳飞《满江红》
怒发冲冠凭阑处、潇潇雨歇。抬望眼、仰天长啸，壮怀激烈。三十功名尘与土，八千里路云和月。莫等闲、白了少年头，空悲切。
靖康耻，犹未雪；臣子恨，何时灭。驾长车踏破、贺兰山缺。壮志饥餐胡虏肉，笑谈渴饮匈奴血。待从头、收拾旧山河。朝天阙。
辛弃疾《破阵子》
为陈同甫赋壮词以寄之
醉里挑灯看剑， 梦回吹角连营。八百里分麾下炙， 五十弦翻塞外声。沙场秋点兵。
马作的卢飞快， 弓如霹雳弦惊。了却君王天下事， 赢得生前身后名。可怜白发生！
辛弃疾《永遇乐》
 京口北固亭怀古
千古江山，英雄无觅、孙仲谋处。舞榭歌台，风流总被、雨打风吹去。斜阳草树，寻常巷陌，人道寄奴曾住。想当年、金戈铁马，气吞万里如虎。元嘉草草，封狼居胥，赢得仓皇北顾。四十三年，望中犹记、烽火杨州路。可堪回首，佛狸祠下，一片神鸦社鼓。凭谁问、廉颇老矣，尚能饭否？
张孝祥 《六州歌头》
长淮望断，关塞莽然平。
征尘暗，霜风劲，悄边声，黯销凝。
追想当年事，殆天数，非人力，洙泗上，弦歌地，亦膻腥。
隔水毡乡，落日牛羊下，区脱纵横。
看名王宵猎，骑火一川明，笳鼓悲鸣，遣人惊。
念腰间箭，匣中剑，空埃蠹，竟何成！
时易失，心徒壮，岁将零，渺神京。
干羽方怀远，静烽燧，且休兵。
冠盖使，纷驰骛，若为情。
闻道中原遗老，常南望、翠葆霓旌。
使行人到此，忠愤气填膺，有泪如倾。
陈亮 《念奴娇·登多景楼》
危楼还望，叹此意、今古几人曾会？鬼设神施，浑认作、天限南疆北界。一水横陈，连岗三面，做出争雄势。六朝何事，只成门户私计？因笑王谢诸人，登高怀远，也学英雄涕。凭却江山，管不到、河洛腥膻无际。正好长驱，不须反顾，寻取中流誓。小儿破贼，势成宁问强对！
陈亮《贺新郎·寄辛幼安和见怀韵》
寄辛幼安， 和见怀韵陈亮
老去凭谁说？ 看几番、神奇臭腐，夏裘冬葛！ 父老长安今余几？ 后死无仇可雪。犹未燥、当时生发！ 二十五弦多少恨， 算世间、那有平分月！ 胡妇弄，汉宫瑟。树犹如此堪重别！ 只使君、从来与我， 话头多合。行矣置之无足问， 谁换妍皮痴骨？ 但莫使伯牙弦绝！ 九转丹砂牢拾取， 管精金只是寻常铁。龙共虎，应声裂。

## 外部連結
- 豪放詞派-中文百科在線 （页面存档备份，存于）

1. ↑  王灼. . 今少年妄謂東坡移詩律作長短句，十有八九，不學柳耆卿，則学曹元寵，雖可笑，亦毋庸笑也。
2. ↑  張炎. . 辛稼軒，劉改之作豪氣詞，非雅詞也。於文章閒暇處，戲弄筆墨，為長短句之詩耳。